# Kickxia glaberrima
Kickxia glaberrima är en grobladsväxtart som först beskrevs av Johann Anton Schmidt, och fick sitt nu gällande namn av David A. Sutton. Kickxia glaberrima ingår i släktet spjutsporrar, och familjen grobladsväxter. Inga underarter finns listade i Catalogue of Life.